# Isla Bell
La isla Bell (en ruso: Остров Белл) es una pequeña isla situada en el suroeste del archipiélago de la Tierra de Francisco José en el óblast de Arcángel, Rusia. La isla recibió su nombre del explorador inglés Benjamin Leigh Smith por su montaña en forma de campana, que se eleva abruptamente desde la costa sur de la isla hasta el mar de Barents.

## Historia
El 11 de julio de 1880, el Hope de John Gray y el Eclipse de David Gray se encontraron con el Eira y Leigh Smith. El fotógrafo WJA Grant tomó una fotografía a bordo del Eira de Arthur Conan Doyle junto con Smith, los hermanos Gray y el cirujano del barco William Neale. Esta fue la exploración de la Tierra de Francisco José realizada por Smith que el 18 de agosto dio como resultado la denominación de los accidentes geográficos Cabo Flora, Isla Bell, Nightingale Sound, Isla Gratton ("Tío Joe") y Isla Mabel.
La isla fue la primera del archipiélago de Franz Josef en ser visitada por Benjamin Leigh Smith en su expedición de 1880. En su segunda expedición a las islas en 1881, Smith construyó una cabaña de madera en el lado norte de la isla que utilizó para pasar el invierno. El albergue sigue en pie hoy en día. La isla fue visitada más tarde por el Svyataya Anna de la desafortunada expedición Brusilov en 1914.